# Hemodiafiltracija
Hemodijafiltracija (skraćeno HDF) je metoda dijalize, koja istovremeno ili sekvencijalno predstavlja kombinaciju hemodijalize i hemofiltracije, Ona omogućava optimalnu eliminaciju; uremijskih toksina i molekula veće molekulske težine (hemofiltracija) i difuziju (hemodijalizu) čestica manje molekulske težine, i time dijalizu približila funkciji prirodnih bubrega. 
Za izvođenje HDF postoje neki posebni zahtevi u odnosu na konvencionalnu hemodijalizu, a odnose se na aparat za dijalizu, dijalizator (membranu) i supstitucijsku tečnost za nadoknadu ultrafiltracije u visokoprotočnom postupku. Da bi se koristio za HDF, aparat za dijalizu mora imati ugrađen poseban modul. 

## Istorija
Mogućnost primene dijalize kod životinja su dokazali Abel, Rowantree i Turner 1912. godine. Isti autori su uveli pojam „veštački bubreg", (rotacioni dijalizator) koji je prvi put napravljen u Kampenu (Holandija) 1941. godine.
Prva hemodijaliza je urađena u bolnici Peter Bent Brigham u Bostonu 1948. godine sa Kolfovom mašinom koju je modifikovao Karl Walter. Prva hemodijaliza u Jugoslaviji je urađena u Beogradu 1962. godine
Prvo sredstvo za izvođenje ultrafiltracije opisali su Brull u Francuskoj i Geiger u Jerusalemu 1928. i 1931. godine, a prvu ultrafiltraciju na eksperimentalnim životinjama su izveli Malinow i Korzon 1947. godine. Tokom 1950. godine više autora (Leonards, Kahn, Kolff) demonstrira mogućnost uklanjanja tečnosti kod pasa i ljudi uz primenu ultrafiltracije. Tek 1963. godine je Alwal napravio prvi dijalizator koji je omogućavao rapidnu ultrafiltraciju.
Metodu hemodiafiltracija je prvi put opisao Leber sa saradnicima 1978. godine, a njenu primenjivost u in vivo uslovima dokazao je von Albertini 1984. godine, korišćenjem dva filtera u seriji.
U prvim decenijama primen ona je bila ograničena;
- nefiziološkim puferom u supstitucionoj tečnosti koji je limitirao količinu ove tečnosti za bezbednu primenu tokom jedne procedure,
- visokom cenom supstitucione tečnosti
- nedostatkom kontrolisane ultrafiltracije u mašinama za dijalizu.

Napretku tehnike rešio je mnoge od navedenih ograničenja, a iz inicijalne tehnike hemodijafiltracije su razvijeni drugi modaliteti kao što su high-flux hemodijafiltracija, bezacetatna hemodijafiltracija i dr.
Danas se u svetu više od milion bolesnika leči dijalizom kao terapijom izbora u završnom stadijumu
hronične bubrežne bolesti. Zahvaljujući ubrzanom razvitku dijalizne tehnologije u posljednja
četiri decenij nadoknada bubrežne funkcije dijalizom postao je rutinski postupak, uprkos morbiditetu i mortalitetu bolesnika lečenih dijalizom koji je i dalje vrlo visok.

## Značaj
Hemodijafiltracija je uveden je u kliničku praksu zbog optimalizacija eliminacije uremijskih toksina kombinacijom difuzijskog (dijaliza) i konvektivnog (hemofiltracija) transporta. Zbog ove osobine hemodijafiltracija omogućava uklanjanje praktično celokupnog spektra uremijskih toksina različite molekulske težine. 
Procenjuje se da se na globalnom nivou hemodijafiltracijom leči najmanje 25.000 bolesnika sa terminalnom bubrežnom insuficijencijom, odnosno 3,5% ukupnog broja bolesnika koji se u svetu leče dijalizom. Ako se high-flux dijaliza prihvati kao oblik hemodijafiltracije onda se ovom metodom leči oko 200.000 bolesnika što predstavlja 25% populacije na hemodijalizi.
Ova metoda lečenja terminalne bubrežne insuficijencije se najčešće koristi u Italiji, Nemačkoj i Francuskoj. Samo sa Freseniusovim sistemom za hemodijafiltraciju, do 1998. godine je urađeno oko milion procedura on-line hemodijafiltracije, a stečena iskustva su pokazala da se radi o bezbednoj i visoko efikasnoj metodi lečenja terminalne renalne insuficijencije. Analiza primene različitih modaliteta dijalize u 2000. godini je pokazala da najveću godišnju stopu rasta (23%) imaju konvektivne metoda sa on-line produkcijom supstitucione tečnosti.

### Kliničke prednosti hemodijafiltracije
Nakon 1975, kada je prvi put primijenjena HDF, nakom brojnih istraživanja uočene su velike
kliničke prednosti ove metode, koje se ogledaju u sledećem:
| Karakteristike kliničkih prednosti hemodijafiltracije                            | Karakteristike kliničkih prednosti hemodijafiltracije |
| Kliničke prednosti                                                               | Karakteristike kliničkih prednosti |
| -------------------------------------------------------------------------------- | --- |
| Uticaj na ishod lečenja                                                          | - Prema rezultatima velikog istraživanja lečenja dijalizom u 5 europskih zemalja, sa 2.165 bolesnika, utvrđeno je da je smrtnost bolesnika lečenih OLHDF 35% manja u odnosu na ostale dijalitičke metode. - Kao faktori koji su uticali tokom OLHDF na smanjenje smrtnosti navodi se bolje uklanjanje molekula uremijskih toksina, poboljšanje β2-mikroglobulinske amiloidoze, bolja hemodinamska stabilnost, bolja kontrola krvnog pritiska, anemije, upale, dislipidemije, visok nivo mikrobiološke čistoće vode i smanjenje oksidativnog stresa. - Neki od navedenih faktora deluju direktno, uticajem na endotelnu disfunkciju, a neki indirektno, delujući na upalni odgovor i procese oksidativnog stresa koji rezultuje oštećenjem endotela, patogenim promenama vaskularnog zida i ubrzanim nastajanjem aterosklerotskog plaka. |
| Uticaj na lečenje hiperfosfatemije                                               | - Hiperfosfatemija je česta pojava kod bolesnika na dijalizi, a nastaje kao posledica smanjenog izlučivanja fosfata bubrezima i nzavistan je faktor kardiovaskularnih bolesti i smrtnosti. - Kontrola hiperfosfatemije postiže se dijetom, vezačima fosfora i dijalizom, a HDF kao dijalizna procedura omogučava bolji klirens fosfora zahvaljujući konvektivnom transportu. |
| Uticaj na lečenje bubrežne anemije                                               | - I pored dugogodišnjeg iskustvg primene eritropoetina u lečenju anemije, anemija u bolesnika na dijalizi i dalje ostaje nepotpuno rešen problem. - Postoje brojni faktori neadekvatnog odgovora na eritropoetin. Delovanjem na neke od njih, HDF može uticati i na korekciju anemije. - Maduell i sar.i Lin i sar. u svojim istraživanjima dokazali su ne samo porast nivoa hemoglobina, već i smanjenje doze eritropoetina tokom lečenja on-line hemodiafiltracijom (skraćeno OLHDF) u periodu od godinu dana. |
| Veća doza isporučene dijalize i uticaj na uklanjanje srednjih i velikih molekula | - U istraživanjima Munoza i sur. uočeno je povećanje Kt/V indeksa kao parametra procene doze sprovedene dijalize za 31% uz smanjenje koncentracijeβ2-mikroglobulina za 66,4%. - Kod bolesnika lečenih OLHDF-om postiže se bolje odstranjenje malih molekula uremijskih toksina, što dokazuje i istraživanje Bammensa i sur. koji su prikazali veće odstranjenje p-cresola u bolesnika lečenih on-line HDF-om u odnosu na visokoprotočnu dijalizu. |
| Uticaj na kontrolu krvnog pritiska i hemodinamsku stabilnost                     | - Arterijska hipertenzija, najčešće volumenski uslovljana, čest je problem bolesnika lečenih dijalizom, često je povoljno reagovala na OLHDF. - U istraživanju je dokazano znatno smanjenje učestalosti hipertenzije i potrebe za medikamentoznom terapijom povišenog krvnog pritiska. - OLHDF takođe smanjuje učestalost hipotenzivnih epizoda dijaliznog postupka i poboljšava hemodinamsku stabilnost. |
| Uticaj na pothranjenost i upalu                                                  | - Primenom OLHDF može se uticati na stanje pothranjenosti kao jednog od pokretača PUA sindroma (sindrom pothranjenosti, upale i ateroskleroze), a jedan od mehanizama je poboljšanje klirensa slobodnog serumskog leptina (molekula srednje molekulske težine, 16 kDa) čija je koncentracija u krvi povišena kod bolesnika s hroničnom insuficijencijom bubrega. - Analizom serumskog CRP-a uočen je značajno niži nivo kod bolesnika lečenih OLHDF-om. |

## Fizika hemodijafiltracije
Osnovna fizička načela prolaska molekula kroz polupropusnu membranu su difuzija i konvekcija. 
Difuzija
Difuzijom se uklanjaju isključivo uremijski toksini male molekulske mase, zbog razlike u koncentraciji toksina sa obe strane polupropusne membrane. 
Konvekcija
Konvekcijom, koja omogućava veću ultrafiltraciju tečnosti, uklanjaju se uremijski toksini molekulske mase veće od 1.000. Konvekcija zahvaljujući velikom protoku tečnosti omogućava i eliminaciju većih molekula „nošenih” strujom (engl. flux) tečnosti. 
Hemodiafiltracija je zasnovana na istovremenoj primeni oba principa što omogućava uklanjanje
manjih i većih uremijskih toksina.

## Oprema
Za izvođenje hemodijafiltracije potrebno je sledeća oprema:
1. Dijalizator — sa visoko-permeabilnom membranom.
2. Supstituciona tečnost — velika količina sterilne, apirogene supstitucione tečnosti.
3. Dijalizna mašina — sa kontrolisanom ultrafiltracijom.

### 1. Dijalizatori
Struktura membrane i vrsta materijala od koga je napravljena dijalizator ima važan uticaj na proces hemodijalize. Hemijski sastav membrane i tehnološki proces priozvodnje rezultuju i različitim karakteristikama membrane.
| Karakteristike membrana za hemodijalizu | Karakteristike membrana za hemodijalizu | Karakteristike membrana za hemodijalizu |
| --------------------------------------- | --------------------------------------- | --------------------------------------- |
| hemijski sastav                         | celulozne                               | sintetske                               |
| struktura                               | homogene                                | asimetrične                             |
| poroznost                               | hidrogel                                | mikroporozne                            |
| intereakcija sa vodom                   | hidrofilne                              | hidrofobne                              |
| debljina                                | tanke                                   | debele                                  |
| biokompatibilnost                       | niska                                   | visoka                                  |
| električni naboj                        | mešan                                   | negativan                               |
| hidraulična permeabilnost               | niska                                   | visoka                                  |

### 2. Supstituciona tečnost
Postoje dve vrste supstitucijske tečnosti:
- komercijalno proizvedena tečnost — pakovana u vrećama
- on-line tečnost — pripremljena dijalizna tečnost u samom dijaliznom aparatu.

S obzirom na to da supstitucijska tečnost ulazi direktno u krvotok bolesnika, potrebno je osigurati visok nivo mikrobiološke ispravnosti ove tečnost. Po ISO standardu on-line supstitucijska tečnost mora sadržavati manje od 10-6 CFU/ml uz odsustvo endotoksina.
Prema vrsti supstitucijske tečnosti koje se koriste u aparataima HDF se može podeliti na dve vrste. To su OLHDF i konvencionalna HDF. 
On-line HDF
OLHDF je mnogo praktičniji način hemodijafiltracije jer se tako pripremljena supstitucijska tečnost može koristiti ne samo za nadoknadu ultrafiltracijskog volumena nego i za on-line ispiranje dijaliznih linija, on-line bolusa, on-line reinfuziju, što omogućava potpuno izbegavanje primene spoljašnjih rastvora I u velikoj meri i olakšava posao osoblju.

## Vrste hemofiltracije

### Prema mestu infuzije
Prema mestu infuzije supstitucione tečnosti hemodijafiltracija se deli na.
Prediluciona hemodijafiltracija
Kod koje se tečnost daje u arterijsku krvnu liniju — pre dijalizatora.
Postdiluciona hemodijafiltracija
Kod koje se tečnost nadoknađuje u vensku komoru odnosno posle dijalizatora.

### Prema načinu proizvodnje supstitucione tečnosti
Na osnovu načina proizvodnje supstitucione tečnosti hemodijafiltracija se deli na:
„Off-line" hemodijafiltracija
Ovo je klasična hemodijafiltracija anglosaksonskih autora, u kojoj se koristi komercijalno proizvedena supstituciona tečnost koja je pakovana u posebne kese. 
„On-line" hemodijafiltracija
U ovoj hemodijafiltraciji koristi se on-line proizvedena supstituciona tečnost odnosno tečnost koja se proizvodi u samoj dijaliznoj mašini. Kategorije on-line hemodijafiltracije. 
- U prvoj kategoriji su metode bazirane na direktnoj, povratnoj filtraciji dijalizata koja se odvija u samom dijalizatoru primenom različitih režima pritisaka (interna supstitucija) (ovde se supstituciona tečnost pravi od samog dijalizata/ultrafiltrata, ona je nevidljiva i nije podložna kontroli).
- U drugoj kategoriji, supstitucionu tečnost pravi sama mašina mešanjem ultračiste vode i elektrolitskog koncentrata, a ona se putem infuzije ubrizgava u cirkulaciju bolesnika odnosno arterijsku ili vensku krvnu liniju (eksterna supstitucija).

| Tehnika                            | Karakteristike |
| ---------------------------------- | --- |
| „High-flux" hemodijafiltracija     | - U ovoj tehnici koju je Prvi put je ovu tehniku opisao von Albertini 1984. godine - U ovoj tehnici koriste se dva dijalizatora u seriji. U prvom dijalizatoru se ostvaruje visok transmembranski pritisak odnosno ultrafiltracija krvi, dok se u drugom dijalizatoru, delovanjem pumpe i balansirajuće komore, ostvaruje negativan transmembranski pritisak koji obezbeđuje povratnu filtraciju dijalizata u količini koja je potrebna za nadoknadu ultrafiltracionog volumena. - Po efikasnosti jednaka je on-line hemodijafiltraciji sa ultrafiltracionim volumenom od 20 do 25 litara. - Stopa mortaliteta bolesnika lečenih ovom metodom je značajno niža od stope mortaliteta bolesnika dijalizovanih nisko-permeabilnim membranama, uprkos sličnim vrednostima indeksa urea Kt/V. |
| Interna hemodijafiltracija         | - Omogućena je razvojem nove vrste dijalizatora čiji dizajn omogućava indukciju visokog transmembranskog pritiska (povećanje dužine vlakana sa smanjenjem njihovog unutrašnjeg prečnika i debljine zida stvara veliki otpor protoku krvi kroz dijalizator) - Kod ove tehnike povećana je transmembranski pritisak koji obezbeđuje ultrafiltraciju krvi u prvom delu dijalizatora, dok se u drugom delu dijalizatora, balansirajući sistem mašine za dijalizu kompenzira ultrafiltraciju sa odgovarajućom količinom infuzata koji se u krvni odeljak unosi putem povratnog transporta. |
| Double-chamber" hemodijafiltracija | - Zasniva se na novom modalitetu hemodijafiltracije opisanom od strane Pizzarelliija i saradnika 2000. godine. - Ova tehnika koristi specijalno dizajniran dijalizator iz dva dela u seriji (SG dijalizator-Bellco, Italija) i specijalne dijalizne mašine sa mogućnošću on-line proizvodnje ultračiste dijalizne tečnosti i provere integriteta vlakana dijalizatora (Bellco Multisystem Monitor). - Primenom ove tehnike hemodijafiltracije ostvaruje se prosečan klirens ureje od 280 ml/min i prosečna redukcija serumske koncentracije beta-2 mikroglobulina od 80%. Ispitivanje produkcije citokina (TNF- i IL-6) u krvi bolesnika lečenih ovim modalitetom hemodijafiltracije pokazalo je da se radi o proceduri sa visokim stepenom biokompatibilnosti.                         |